# Ceinture de Van Allen
Pour les articles homonymes, voir Van Allen.

Représentation schématique de la ceinture de Van Allen.

La ou les ceinture(s) de radiations de Van Allen, ou plus simplement ceinture(s) de Van Allen, ainsi nommées en l'honneur du physicien américain James Van Allen, sont une zone toroïdale de la magnétosphère de la Terre qui entoure l'équateur magnétique et contient une grande densité de particules énergétiques provenant du vent solaire. La rencontre de ces particules avec les molécules de la haute atmosphère terrestre est à l'origine des aurores polaires.

## Découverte
Les instruments embarqués par Spoutnik 2 fin 1957 ont correctement mesuré la radioactivité présente dans ces ceintures lorsqu'il les a traversées, et les informations ont bien été transmises, mais elles n’ont pas pu être reçues par les Soviétiques qui ne disposaient pas de récepteurs sur une bonne partie de la planète ; l'engin ne possédait aucun enregistreur capable de transmettre les données ultérieurement. Toutefois les signaux ont bien été reçus par d'autres nations mais n'ont pas pu être interprétés car les codes de transmission étaient secrets, connus des seuls Soviétiques. Spoutnik 2 était sur une orbite très elliptique et lorsqu'il survolait l'URSS, il était proche de son périgée, bien en dessous de ces ceintures ; mais quand il survolait l'hémisphère austral, il était à plus haute altitude et traversait la ceinture intérieure.
Cette ceinture ne fut donc décrite qu'un peu plus tard au début de l'année 1958 par James Van Allen à partir des mesures effectuées par des compteurs Geiger embarqués dans les satellites Explorer 1 et Explorer 3.

## Description détaillée
On peut, en réalité, considérer qu'elle est constituée de deux zones distinctes appelées « ceinture intérieure » et « ceinture extérieure ». La première, située entre 700 km et 10 000 km d'altitude, est constituée principalement de protons à haute énergie (jusqu'à plusieurs centaines de mégaélectronvolts à des débits de fluence de plusieurs dizaines de milliers de protons par centimètre carré et par seconde dans les zones les plus intenses) provenant du vent solaire et du rayonnement cosmique, piégés par le champ magnétique terrestre. La ceinture extérieure, plus large, se déploie entre 13 000 km et 65 000 km d'altitude ; elle est constituée d'électrons également à haute énergie (> 5 MeV) à des débits de fluence de l'ordre du millier de particules par centimètre carré et par seconde. Les particules des deux ceintures se déplacent en permanence à grande vitesse entre les parties nord et sud de la magnétosphère.
En février 2013, une équipe de l'université du Colorado annonce la découverte d'une troisième ceinture de radiations non permanente en se fondant sur des observations des sondes jumelles Van Allen Probes datant de septembre 2012. Le phénomène a été provoqué par l'onde de choc de plasma et électromagnétique provoquée par une éjection de masse coronale (EMC) et a persisté pendant quatre semaines avant d'être disloqué par une autre onde de choc d'EMC. La NASA a lancé les satellites Van Allen en 2012 afin de mesurer et caractériser les régions subissant les rayonnements de ces ceintures.
Bien que les flux ne soient pas strictement isotropes, peu de modèles prennent en compte l'anisotropie car elle s'annule sur plusieurs révolutions orbitales pour un objet typique.

## Exemple des missions Apollo
Une exposition, même de courte durée, aux parties les plus intenses de ces ceintures de radiations étant fatale, la protection des astronautes par un blindage adéquat et la sélection de trajectoires minimisant l'exposition sont nécessaires. Seuls les astronautes d'Apollo qui se sont rendus en orbite lunaire ont traversé la ceinture de Van Allen. Ils ont passé moins d'une heure au total dans les deux ceintures. L'inclinaison de l'orbite de la Lune était telle que les tores n'ont pas été traversés en leur centre et la trajectoire a évité les sections les plus énergétiques, excepté pour la mission Apollo 14 qui a traversé le cœur des ceintures de Van Allen.
Finalement, les doses reçues lors des missions lunaires — incluant la traversée de la ceinture et l'exposition aux rayonnements cosmiques — furent relativement faibles. Les astronautes d'Apollo 14 furent les plus exposés avec une dose absorbée au niveau de la peau de 1,14 rad soit 11,4 milligrays. En considérant un facteur de pondération pour la peau de 0,01 et un facteur de pondération pour les rayonnements de 20 (cas le plus pénalisant), les astronautes d'Apollo 14 ont reçu une dose de 2,24 millisieverts ; par comparaison, la limite annuelle pour les travailleurs du secteur nucléaire en France est de 20 millisieverts.